# Symphony of Enchanted Lands
Albums de Rhapsody
Legendary Tales
(1997) Dawn of Victory
(2000)
Symphony of Enchanted Lands (parfois abrégé SOEL) est le deuxième album de Rhapsody, et constitue la suite des chroniques d'Algalord. Considéré comme l'un de ses meilleurs albums, des morceaux comme Eternal Glory ou Emeral Sword ont contribué à la notoriété de Rhapsody parmi les groupes de power metal symphonique.

## Titres
1. Epicus Furor (1:14)
2. Emerald Sword (4:21)
3. Wisdom Of The Kings (4:29)
4. Heroes Of The Lost Valley (2:04)
5. Eternal Glory (7:29)
6. Beyond The Gates Of Infinity (7:24)
7. Wings Of Destiny (4:28)
8. The Dark Tower Of Abyss (6:47)
9. Riding The Winds Of Eternity (4:13)
10. Symphony Of Enchanted Lands (13:17)